# Haploclastus
A Haploclastus, egy nem a pókok (Araneae) rendjében, négytüdős pókok (Mygalomorphae) alrendjében és a madárpókfélék (Theraphosidae) családjában. A Thrigmopoeus nemmel ketten alkotják a Thrigmopoeinae alcsaládot. A nemet Eugéne Simon írta le 1892-ben a Haploclastus cervinus faj alapján.
A nem összes faja kizárólag Indiában fordul elő, így a nem endemikus az országra.
Sok fajt csupán egyetlen egyed alapján írtak le a kutatók, és ezen típuspéldányok is sok esetben tűntek el.

## Fajok
A nembe jelenleg 7 faj tartozik:
- Haploclastus cervinus Simon, 1892 - India
- Haploclastus devamatha Prasanth & Jose, 2014 - India
- Haploclastus kayi Gravely, 1915 - India. A Természetvédelmi Világszövetség vörös listáján veszélyeztetett fajként van feltüntetve.[2]
- Haploclastus nilgirinus Pocock, 1899 - India
- Haploclastus satyanus (Barman, 1978) - India
- Haploclastus tenebrosus Gravely, 1935 - India
- Haploclastus validus (Pocock, 1899) - India